# Jon Vitti
Jon Vitti est un scénariste surtout connu pour son travail pour la série de télévision Les Simpson. Il a également écrit pour Les Rois du Texas, The Office ou encore Profession : critique. Il a servi de conseiller à plusieurs films d'animation, dont L'Âge de glace (2002) et Robots (2005). Il a aussi fait partie des onze scénaristes du film des Simpson.
Il est diplômé de l'université Harvard. Avant de joindre les Simpson, il a eu un bref travail au Saturday Night Live. Il a décrit ses expériences sur un commentaire de DVD comme « année très malheureuse ». Vitti a aussi écrit pour la série de HBO The Larry Sanders Show et Da Ali G Show.
Il a également employé le pseudonyme de Penny Wise lorsqu'il ne voulait pas être crédité pour un épisode.
Son épouse, Ann, est la sœur d'un autre auteur des Simpson, George Meyer.

## Filmographie

### PourLes Simpson
| Année | Titre                                          | Titre original                                                    | Saison | Épisode | Réalisateur               |
| ----- | ---------------------------------------------- | ----------------------------------------------------------------- | ------ | ------- | ------------------------- |
| 1990  | Bart le génie                                  | Bart the Genius                                                   | 1      | 2       | David Silverman           |
| 1990  | L'Odyssée d'Homer                              | Homer's Night Out                                                 | 1      | 10      | Rich Moore                |
| 1990  | L'Espion qui venait de chez moi                | The Crepes of Wrath                                               | 1      | 11      | Wes Archer et Milton Gray |
| 1990  | Simpson et Delila                              | Simpson and Delilah                                               | 2      | 2       | Rich Moore                |
| 1991  | Une vie de chien                               | Bart's Dog Gets an F                                              | 2      | 16      | Jim Reardon               |
| 1991  | Mon prof, ce héros au sourire si doux          | Lisa's Substitute                                                 | 2      | 19      | Rich Moore                |
| 1991  | Le Palais du Gaucher                           | When Flanders Failed                                              | 3      | 3       | Jim Reardon               |
| 1991  | Burns Verkaufen der Kraftwerk                  | Burns Verkaufen der Kraftwerk                                     | 3      | 11      | Mark Kirkland             |
| 1992  | Un puits de mensonges                          | Radio Bart                                                        | 3      | 13      | Carlos Baeza              |
| 1992  | Bart le tombeur                                | Bart the Lover                                                    | 3      | 16      | Carlos Baeza              |
| 1992  | La Veuve noire                                 | Black Widower                                                     | 3      | 21      | David Silverman           |
| 1992  | Simpson Horror Show III - Dial "Z" For Zombies | Treehouse of Horror III - Dial 'Z' For Zombies                    | 4      | 5       | Carlos Baeza              |
| 1992  | Monsieur Chasse-neige                          | Mr. Plow                                                          | 4      | 9       | Jim Reardon               |
| 1993  | Le Grand Frère                                 | Brother from the Same Planet                                      | 4      | 14      | Jeffrey Lynch             |
| 1993  | Poisson d'avril                                | So It's Come to This: A Simpsons Clip Show                        | 4      | 18      | Carlos Baeza              |
| 1993  | Lac Terreur                                    | Cape Feare                                                        | 5      | 2       | Rich Moore                |
| 1994  | L'Amour à la Simpson                           | Another Simpsons Clip Show                                        | 6      | 3       | David Silverman           |
| 1995  | Le Foyer de la révolte                         | Home Sweet Homediddly-Dum-Doodily                                 | 7      | 3       | Susie Dietter             |
| 1995  | 138e épisode, du jamais vu !                   | The Simpsons 138th Episode Spectacular                            | 7      | 10      | David Silverman           |
| 2002  | La Dernière Folie de grand-père                | The Old Man and the Key                                           | 13     | 13      | Lance Kramer              |
| 2002  | L'Herbe médicinale                             | Weekend at Burnsie's                                              | 13     | 16      | Michael Marcantel         |
| 2002  | La Double Vie de Lisa                          | Little Girl in the Big Ten                                        | 13     | 20      | Lauren MacMullan          |
| 2004  | Tartman, le vengeur masqué                     | Simple Simpson                                                    | 15     | 19      | Jim Reardon               |
| 2004  | Allocutions familiales                         | Marge vs. Singles, Seniors, Childless Couples and Teens, and Gays | 15     | 8       | Bob Anderson              |
| 2004  | Coucher avec l'ennemi                          | Sleeping with the Enemy                                           | 16     | 2       | Lauren MacMullan          |

### PourLes Rois du Texas
- 1999 : Retour à la grunta
- 1999 : Quelle journée
- 2000 : Laissez péter les clowns
- 2000 : Un simple barbier
- 2001 : As-tu sorti Bobby ?

### PourThe Office
- 2010 : Viewing Party
- 2011 : Garage Sale

### Autres
- 2007 : Alvin et les Chipmunks
- 2008 : Sid : Opération survie
- 2025 : Fixed de Genndy Tartakovsky